# Sers (Alti Pirenei)
Sers è un comune francese di 86 abitanti situato nel dipartimento degli Alti Pirenei nella regione dell'Occitania.

## Società

### Evoluzione demografica
Abitanti censiti